# Ministère de l'Économie et des Finances
Le ministère de l’Économie et des Finances est, dans la plupart des pays, la composante de l'exécutif gouvernemental qui est responsable de la gestion des finances publiques, principalement des activités de collecte des impôts et du paiement des dépenses. Cet organisme peut prendre les appellations alternatives de Département ou de Service public fédéral, et inclure les portefeuilles de l'économie, des finances, du Trésor public, du budget, mais aussi de l’emploi, du commerce ou de l’industrie selon les programmes jugés prioritaires.
Ce ministère remplit diverses missions :
- établissement et mise en application du budget annuel de l'État ;
- collecte des impôts ;
- paiement des dépenses publiques ;
- gestion, par son service dénommé « Trésor public », des avoirs (trésorerie) et passifs (dette publique) de l'État, et réalisation de ses opérations monétaires et financières (les activités d'émission de monnaie sont du ressort de la banque centrale et non pas, sauf cas particulier, du Trésor) ;
- activités de soutien, réglementation ;
- relations financières avec les collectivités territoriales ;
- soutien du commerce international.

Ce rôle peut être tenu par un ou deux ministères, qui seront alors le ministère de l’Économie et le ministère des Finances (ou du Budget).

## Par pays
- en Allemagne : ministère fédéral des Finances et ministère fédéral de l'Économie ;
- en Australie : ministre des Finances (Treasurer of Australia) ;
- en Autriche : ministère fédéral des Finances ;
- en Belgique : service public fédéral Finances et le service public fédéral Économie ;
- au Canada : Conseil du Trésor et ministère des Finances ;
  - au Québec : Conseil du Trésor et ministère des Finances ;
- en Côte d'Ivoire : ministère de l'Économie et des Finances ;
- au Danemark : ministère de l'Économie et ministère des Finances ;
- en Espagne : ministère de l'Économie et des Finances, puis ministère de l'Économie et ministère des Finances ;
- aux États-Unis : département du Trésor des États-Unis ;
- en France : ministère de l'Économie et des Finances ;
- en Italie : ministère de l'Économie et des Finances ;
- au Japon : ministère des Finances et le ministère de l'Économie, du Commerce et de l'Industrie (Ministry of Economy, Trade and Industry, METI) ;
- en Lettonie : ministère des Affaires économiques ;
- au Liban : Ministère de l'Économie et du Commerce ;
- en Lituanie : ministère de l'Économie ;
- au Luxembourg : ministère de l'Économie ;
- à Madagascar : Ministère de l'Économie et des Finances
- au Maroc : ministère de l'Économie et des Finances ;
- en Ouzbékistan: ministère de l'Économie ;
- au Pérou : ministère de l'Économie et des Finances ;
- au Royaume-Uni : Trésor de Sa Majesté ;
- à Taïwan : ministère des Affaires économiques et ministère des Finances ;
- en Tunisie : ministère de l'Économie et de la Planification et ministère des Finances ;
- en Ukraine: ministère de l'Économie ;
- au Venezuela : ministère de l'Économie et des Finances.